# Réserve naturelle des Îles du Palmier
La réserve naturelle des Îles du Palmier (en arabe : محمية جزر النخل الطبيعية) est une réserve naturelle située au Liban. Elle est constituée d'un archipel de trois îles de roche calcaire au large de Tripoli. Créée en 1992, elle est reconnue site Ramsar depuis 2001 et zone importante pour la conservation des oiseaux depuis 2006.
Elle est inscrite sur la liste indicative de l'Unesco depuis 1996.

## Géographie
L'archipel est constitué de :
- l'Île du Palmier (en arabe : جزيرة النخيل), également appelée l'Île aux Lapins (en arabe : جزيرة الأرانب), d'une surface de 180 796 m2;
- l'Île de Sanani (en arabe : جزيرة السناني), d'une surface de 45 503 m2 ;
- l'Île de Ramkine (en arabe : جزيرة رمكين), également appelée l'Île de Fanar (en arabe : جزيرة الفنار), d'une surface de 34 903 m2.

## Biodiversité
L'Île du Palmier est également appelée l'Île aux Lapins à la suite de l'introduction de ces rongeurs par les Français durant le mandat français au Liban, même si une part importante de leur population a été réduite à cause de la forte menace qu'ils représentaient sur la flore.
Le site représente une importante aire de repos pour 156 espèces d'oiseaux migrateurs, notamment le héron cendré. La réserve abrite également la tortue caouanne et la tortue verte, le phoque moine, ainsi que des papillons vanesses.